# Camp Roqueta

El Camp Roqueta, respecte del terme de l'Estany

El Camp Roqueta és un paratge del terme municipal de l'Estany, a la comarca del Moianès.
Està situat a prop de l'extrem nord del terme, a l'esquerra de la Riera de l'Estany i al sud-oest del Pont del Molí, a llevant de la carretera C-59 i al nord del Polígon industrial de l'Estany. És al costat sud de les Fonts; en el seu extrem nord-est hi ha la Font de la Sala.